# ユー・ブローク・マイ・ハート・ソー・アイ・バステッド・ユア・ジョウ
『ユー・ブローク・マイ・ハート・ソー・アイ・バステッド・ユア・ジョウ』（原題：You Broke My Heart So...I Busted Your Jaw）は、イギリスのバンド、スプーキー・トゥースが1973年に発表した5作目のスタジオ・アルバム。

## 背景
オリジナル・メンバーのゲイリー・ライトが復帰し、マイク・ハリソンとのツイン・ボーカル体制に戻った。また、後にフォリナーを結成するミック・ジョーンズが新ギタリストとして迎えられた。本作のオリジナルLPは見開きジャケット仕様で発売され、中ジャケットには、既にライトのソロ・アルバムにも参加していたクラウス・フォアマンの描いたイラストが使用された。
本作のリリースから間もなく、オリジナル・ドラマーのマイク・ケリーがバンドに復帰した。

## 反響・評価
アメリカでは1973年7月7日付のBillboard 200で最高84位を記録し、『スプーキー・トゥー』（1969年）以降4作連続で全米トップ100入りを果たした。Victor W. Valdiviaはオールミュージックにおいて5点満点中2点を付け「演奏（特にジョーンズのリードギターとゲイリー・ライトのキーボード）は印象に残るが、記憶に残る曲に欠けており、おおむね時間の無駄である」と批判している。一方、ロブ・ヒューズは2018年、本作に関して「ライトのゴスペル的なバラードを埋め合わせるかのように、ハリソンの攻撃的な呻き声が"This Time Around"や"Self Seeking Man"といった曲で突出しており、彼らの作品の中でも特にヘヴィとなっている」と評している。

## 収録曲
特記なき楽曲はゲイリー・ライト作。
1. コットン・グロウイング・マン - "Cotton Growing Man" - 4:39
2. オールド・アズ・アイ・ワズ・ボーン - "Old as I Was Born" - 4:41
3. ディス・タイム・アラウンド - "This Time Around" (Gary Wright, Mick Jones) - 4:08
4. ホーリー・ウォーター - "Holy Water" - 3:30
5. ワイルドファイヤー - "Wildfire" - 4:07
6. セルフ・シーキング・マン - "Self Seeking Man" - 3:48
7. タイム・ハヴ・チェンジド - "Time Have Changed" (G. Wright, M. Jones) - 3:54
8. モライア - "Moriah" - 6:24

### 2005年リマスターCDボーナス・トラック
1. ノーバディ・ゼア・アット・オール（別ミックス） - "Nobody There at All (Alternate Mix)" - 3:44

## 参加ミュージシャン
- ゲイリー・ライト - ボーカル、ピアノ、オルガン
- マイク・ハリソン - ボーカル、ピアノ、ハーモニカ
- ミック・ジョーンズ - リードギター、バッキング・ボーカル
- クリス・スチュワート - ベース
- ブライソン・グレアム - ドラムス